# 塔尔韦纳
塔尔韦纳，是西班牙巴伦西亚自治区阿利坎特省的一个市镇。总面积32km2，总人口715人（2001年），人口密度22人/km2。